# Alex Quaison-Sackey
Alex Quaison-Sackey (Winneba, 9 de agosto de 1924-Acra, 21 de diciembre de 1992) fue un diplomático ghanés, que se desempeñó como ministro de asuntos exteriores y representante permanente de Ghana ante las Naciones Unidas. Fue el primer africano subsahariano en ocupar la presidencia de la Asamblea General de las Naciones Unidas, desempeñando el cargo durante el décimo noveno período de sesiones.

## Biografía

### Primeros años
Realizó su educación secundaria en la Escuela Mfantsipim en Cape Coast y estudió en el Achimota College cerca de Acra. Luego se dirigió al Reino Unido, donde estudió filosofía, política y economía en el Exeter College de la Universidad de Oxford,. También estudió relaciones internacionales y derecho internacional en la London School of Economics después de ser nombrado uno de los primeros oficiales del servicio exterior de Ghana.

### Carrera
Se desempeñó como segundo representante permanente de Ghana ante las Naciones Unidas desde el 30 de junio de 1959 hasta 1965. Fue presidente de la Asamblea General de las Naciones Unidas de 1964 a 1965. También fue embajador de Ghana en Cuba, entre 1961 y 1965, y en México de 1962 a 1964.
En 1965, se convirtió en ministro de asuntos exteriores de Ghana, en el gobierno del Partido de la Convención Popular de Kwame Nkrumah, ocupando el cargo por pocos meses. Estaba en un viaje oficial en China con Nkrumah cuando el gobierno fue derrocado por un golpe de Estado militar que llevó a la formación del Consejo de Liberación Nacional el 24 de febrero de 1966, dirigido por el teniente general Joseph Arthur Ankrah. Quaison-Sackey fue apartado de su cargo ministerial.
Fue nombrado embajador en los Estados Unidos en 1978 por el Consejo Militar Supremo dirigido por el teniente general Fred Akuffo.

## Publicaciones
Escribió sobre sus experiencias diplomáticas en los primeros tiempos de Ghana en un libro titulado Africa Unbound: Reflections of an African Statesman, que fue publicado por la editorial Praeger en mayo de 1963. En él describe su concepto de negritud como «aceptación y afirmación de la cualidad de la negrura. Es una reunión psicológica de todos los pueblos negros en los lazos espirituales de la fraternidad».